# کاراجااورن (صندوق‌لی)
کاراجااورن (به ترکی استانبولی: Karacaören) یک منطقهٔ مسکونی در ترکیه است که در صندوق‌لی واقع شده‌است.